# ノラ・ケイ

ノラ・ケイ

ノラ・ケイ（Nora Kaye、1920年1月17日 - 1987年2月28日）は、アメリカ合衆国のバレエダンサー、振付家である。彼女は劇的な表現に優れたバレリーナとして、著名な女優のエレオノーラ・ドゥーゼになぞらえて「ダンス界のドゥーゼ」（Duse of Dance）と呼ばれていた。また彼女は、映画界においても振付家及び映画プロデューサーとして活動した。

## プロフィール
ノラ・ケイは本名をNora Koreffといい、ニューヨークのブルックリンで帝政ロシアから移民してきた両親の間に生まれ、後に姓をアメリカ風に「ケイ」と変えた。1936年に、彼女はジョージ・バランシンが率いるアメリカン・バレエ（en:American Ballet）に加入した。
彼女の名を高めたのは、アントニー・チューダーが振り付けた一連の作品である。心理的なバレエ作品『火の柱』（Pillar of Fire、1942年）などでケイは劇的なヒロイン像の造形を見せ、スターの座に着いた。
ケイは1948年11月にアイザック・スターンと結婚したが、翌年には離婚という結末を迎えた。その後、彼女は映画監督のハーバート・ロスと1959年8月に再婚した。ロスとケイは『チップス先生さようなら』（1969年）や『ファニー・レディ』『サンシャイン・ボーイズ』（共に1975年）などの作品を共同で制作している。ケイはプロデューサーとして、『愛と喝采の日々』（1977年）、『ニジンスキー』（1980年）、『摩天楼はバラ色に』（1986年）などに名を連ねた。
ケイは1987年に、ロサンゼルスでガンのため67歳で死去し、同地にあるウエストウッド・メモリアルパークに埋葬された。この墓地には、2001年に亡くなった夫のロスも埋葬された。墓標には次のように刻まれている。「彼らはお互いに愛し合っていた」

## エピソード
ケイは小牧バレエ団の招きで1950年代に来日している。1954年には、日劇で『火の鳥』のタイトルロールを踊った。（相手役のイワン王子は、バレエ団主宰者の小牧正英が務めた）この公演は評判を呼び、公演期間中を通して満員になったという。